# Edmond Van Hove
Edmond Theodor Van Hove (* 7. Juni 1851 in Brügge; † 12. Mai 1913) war ein belgischer Maler, der unter anderem in Brügge, Gent und Antwerpen lebte und arbeite.

## Leben und Werk

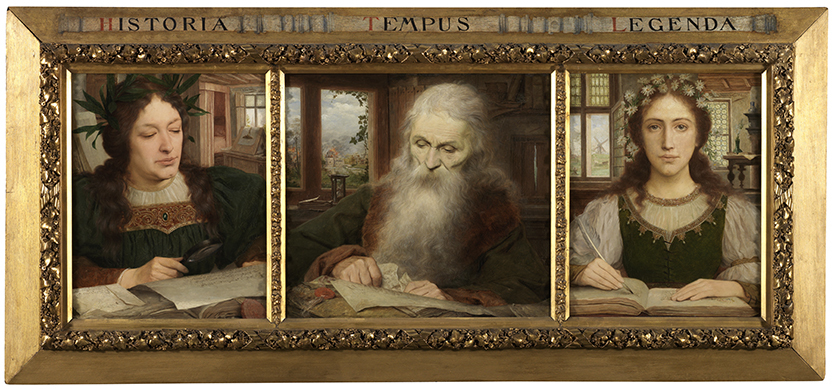
Historia – Tempus – Legende; Brügge, Groeningemuseum

Edmond Van Hove war das achte Kind von Jan Van Hove und Isabella Hooghuys. Im Jahr 1871 ging er nach Paris, wo er an der École des Beaux-Arts studierte. 1875 kehrte er nach Brügge zurück, wo er 1890 in die Akademie aufgenommen wurde. 1898 malte er sein bekanntestes Werk Die drei Schwesterstädte. Jede Stadt wird symbolisch durch eine weibliche Figur dargestellt. Van Hove ließ sich 1899 in Antwerpen nieder, zog 1902 nach Gent und kehrte schließlich 1910 nach Brügge zurück. Er malte „religiöse Szenen, die meist im Brügge seiner Zeit angesiedelt sind, historische Szenen, Porträts (besonders schöne Kinderszenen) und allegorische Szenen“. 
Das Groeningemuseum in Brügge beherbergt ein Selbstporträt (1879) und ein Triptychon mit drei Personen als Darstellung von Historia, Tempus und Legenda.

## Die drei Schwesterstädte

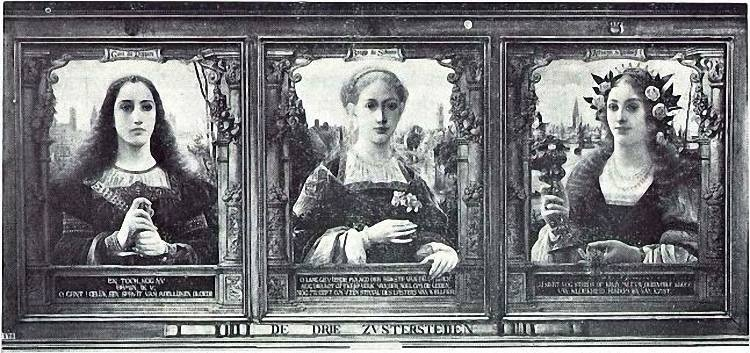
Die drei Schwesterstädte

Der Dichter Karel Lodewijk Ledeganck schrieb 1846 De Drie Zustersteden (Antwerpen, Gent und Brügge). Anlässlich seines 50. Todestages wurde beschlossen, ihm in Eeklo eine Statue zu errichten. Wahrscheinlich hat sich Edmond Van Hove damals für Ledeganck und seine Dichtung interessiert. Vielleicht war er am 29. August 1897 bei der Enthüllung der Ledeganck-Statue anwesend. Ein Jahr nach der Einweihung der Statue vollendete er sein Gemälde Die drei Schwesterstädte, drei gleich große Tafeln mit den Maßen 70 mal 53 auf Holz, jede mit der Signatur des Künstlers und der Jahreszahl 1898 unten links. Heute befindet sich das Gemälde im Groeningemuseum in Brügge. Auf dem hölzernen Rahmen ist unten in Druckbuchstaben „Die drei Schwesterstädte“ zu lesen und über jeder Symbolfigur befindet sich das Wappen der drei Städte. Jede Tafel hat einen goldfarbenen Rahmen mit fruchtverzierten Säulen, ganz nach dem Vorbild der Brügger Maler des 16. Jahrhunderts wie Lancelot Blondeel, bei denen die architektonische Dekoration oft die Darstellung dominiert. Oben auf jeder Tafel steht eine Inschrift für die jeweilige Stadt: links „Gent die Tapfere“, in der Mitte „Brügge die Schöne“ und rechts „Antwerpen die Opulente“. Zwischen den Sockeln der Säulen sind die Verse aus Ledegancks Gedichten abgedruckt, die die allegorische Darstellung illustrieren:
Für Gent: Und doch bete ich Dich jetzt an, Gent! Wie ein Spross von edlem Blut. Für Brügge: O lange gefeierte Maid der reichsten Stadt! Noch trägst du das Zeichen des Adels an den Gliedern, noch schwebt um dich ein Strahl des alten Glanzes. Und für Antwerpen: Noch schmückst du das Wappen mit deiner dreifachen Krone der Tapferkeit, des Reichtums und der Kunst.
Jede Stadt wird symbolisch durch eine Mädchenfigur dargestellt. Die Figur auf der linken Seite stützt sich auf ein Schwert, das Symbol der Macht und des Stolzes von Gent. Hinter dem Mädchen erheben sich die drei Türme von Gent: die Sint-Niklaaskerk, die St.-Bavo-Kathedrale und der Belfried. Die Figur in der Mitte blickt verträumt vor sich hin: Sie symbolisiert die vergangene Größe von Brügge. Ebenso verträumt wie die Mädchenfigur ist das typische Brügger Stadtbild im Hintergrund. Reich geschmückt mit kostbaren Gewändern und Edelsteinen, einem Symbol für den Reichtum und den Wohlstand Antwerpens, hält das Mädchen auf der rechten Tafel das berühmte Landjuwel in der Hand (Ehrenpreis der früheren Rederijkers-Wettbewerbe). Dahinter fließt die Schelde breit und majestätisch.

### Ausstellung in Paris
Das Gemälde wurde erstmals auf dem Pariser Salon von 1898 ausgestellt. Danach wurde es auch auf Ausstellungen in jeder der drei Partnerstädte gezeigt: Gent (1899), Antwerpen und Brügge. Es wurde erstmals in der Juni-Ausgabe der englischen Zeitschrift „The Artist“ abgebildet und danach häufig als Titelblatt verwendet, so auch für Karel De Flous Promenades dans Bruges. 1931 wurde das Werk von Frau A. Ganshof Van der Meersch an die Stadt Brügge ausgeliehen. Im Jahr 1947 wurde das Gemälde gegen das ganzfigurige Porträt von Frau A. Ganshof van der Meersch von Frans Van Holder ausgetauscht, das endgültig in den Besitz der Stadt überging.

## Weitere Werke
- Selbstporträt, 1879 (46,7 × 38,3 cm; Brügge, Groeningemuseum, Inv. Nr. 1973.GRO0100.l)
- Porträt der Honorine Van Hove-Velle, um 1879 (139,8 × 84,4 cm; Brügge, Groeningemuseum, Inv. Nr. 1996.GRO0039.l)
- Galileo Galilei, 1885 (143 × 118 cm; Brügge, Groeningemuseum, Inv. Nr. 0000.GRO0169.l)
- Porträt des Karel Recour, 1889 (54 × 44,5 cm; Brügge, Groeningemuseum, Inv. Nr. 0000.GRO1211.l)
- Porträt der Anna Maria Moulaert, um 1900 (39,1 × 32,7 cm; Brügge, Groeningemuseum, Inv. Nr. 1996.GRO0037.2.l)
- Porträt des Michiel Velle, um 1900 (32,4 × 27,8 cm; Brügge, Groeningemuseum, Inv. Nr. 1996.GRO0037.1.l)
- Porträt des Künstlers und seiner Familie, um 1901 (91,2 × 146,4 cm; Brügge, Groeningemuseum, Inv. Nr. 1996.GRO0036.l)
- Porträt des Théodore Van Hove, 1905 (30,6 × 23,4 cm; Brügge, Groeningemuseum, Inv. Nr. 1996.GRO0038.l)
- Lebensabend, 1905 (83,5 × 100,5 cm; Brügge, Groeningemuseum, Inv. Nr. 1976.GRO0806.l)
- Mater Purissima (88,5 × 83 cm; Brügge, Groeningemuseum, Inv. Nr. 0000.GRO0173.l)